# Вілл Хер
Вілл Хер (англ. Will Hare; 30 березня 1916, Елкінс, Західна Вірджинія, США — 31 серпня 1997, Нью-Йорк, Нью-Йорк, США) — американський актор.

## Біографія
Народився в Елкінсі, Західна Вірджинія, в сім'ї Френсіс Летісії (уродженої Саттерфілд) і Джорджа Томаса Хара. Вілл з'являвся на сцені, екрані та телебаченні з 15 років. Ставши ветераном сцени на понад півстоліття, дебютував у кіно в фільмі Альфреда Гічкока Не та людина (1956). А його останньою театральною появою було Я і Вероніка в 1992 році. Часто грав стареньких персонажів і у ролі батька/дідуся.
Він також був активним членом Гільдії кіноакторів протягом кількох років, а також Акторської Студії, де він помер від серцевого нападу 31 серпня 1997 року під час репетиції. З'явився на обкладинці всієї франшизи відеоігор Chessmaster, створеної The Software Toolworks.

## Фільмографія
- 1954 — Найбільший подарунок / Гарольд Метьюз
- 1956 — Не та людина / Раймонд МакКаба (немає в титрах)
- 1962 — Один без одного / Батько
- 1972 — Вплив гамма-променів на чорнобривці типу «Людина-на-Місяці» / Junk Man
- 1977 — Змова Чорного Дуба / Док Роудс
- 1978 — Небеса можуть зачекати / Командний Доктор
- 1979 — Бутч і Санденс: перші дні / (немає в титрах)
- 1979 — Роза / Містер Леонард
- 1979 — Електричний вершник / Гас
- 1981 — Входить ніндзя / Доларс
- 1981 — Гроші з неба / Батько Еверсон
- 1983 — Вогняні очі / Келвін
- 1984 — Тиха ніч, смертельна ніч / Дідусь
- 1985 — Авіатор / Старий чоловік
- 1985 — Назад у майбутнє / Батько Пібоді
- 1986 — Вендетта / Суддя Вотерс
- 1990 — Похмурі казки прерій / Лі
- 1992 — Ми і Вероніка / Ред
- 1998 — Королева натовпу / Батько Дойл (остання роль)